# Commelina schweinfurthii
Commelina schweinfurthii är en himmelsblomsväxtart som beskrevs av Charles Baron Clarke. Commelina schweinfurthii ingår i släktet himmelsblommor, och familjen himmelsblomsväxter. Inga underarter finns listade.